# Laitue (théâtre)
Pour les articles homonymes, voir Laitue (homonymie).
La LAITUE est l'acronyme désignant la Ligue amateure d'improvisation théâtrale unie de l'Est. C'est une ligue d'improvisation composé de quatre équipes qui disputent les matches chaque mois au centre culturel MIFO à Orléans (Ontario) dans une ambiance style bistro. Cette ligue est la première ligue d'improvisation adulte de l'Est ontarien.

Le logo de la LAITUE.

## Équipes

### Saisons 2004-2007
- Frisée
- Romaine
- Iceberg
- Boston

## Arbitres
Il y a un arbitre principal, dont Martin Laporte, et autres arbitres secondaires. Mal-aimé, l'arbitre reçoit toujours des remarques négatives (et plutôt drôles pour les spectateurs) de l'animateur.